# Наомі Новік
Наомі Новік (англ. Naomi Novik, н. 30 квітня 1973 р., м. Нью-Йорк, Нью-Йорк, США) — американська письменниця-фантастка, що працює у жанрах альтернативної історії і т. зв. «воєнного фентезі». Насамперед відома як авторка книжкової серії «Темерейр» (англ. Temeraire, ім'я дракона), яка складається з дев'яти книжок. Перший роман письменниці — Дракон Його Величності — отримав премію Комптона Крука 2007 року за найкращий дебютний роман у категорії «наукова фантастика та фентезі». Окрім того, письменницю двічі номіновано на премію «Г'юго» за найкращий роман у 2007 і 2016 році. 2016 року роман «Ті, що не мають коріння» здобув премію «Неб'юла» за найкращий роман.

## Біографія
Народилася 30 березня 1973 року в Нью-Йорку, США. Своє дитинство провела в Рослін Гайтсі, що на Лог-Айленді. Наомі — американка у другому коліні; її батько — литовець єврейського походження, а матір — етнічна полячка. Змалку проявила зацікавлення до читання, у шестирічному віці прочитала «Володаря перстенів», а у семирічному — книжки Джейн Остін.
Вивчала англійську літературу в Браунському університеті. Отримала ступінь магістра з комп'ютерних наук в Колумбійському університеті. Перед тим як повністю присвятити себе письменницькій кар'єрі, Наомі брала участь у створенні дизайну та розробці відеогри Neverwinter Nights: Shadows of Undrentide.

## Кар'єра
Перший роман письменниці — Дракон Його Величності — започаткував книжкову серію «Темерейр», написаної у жанрі альтернативної історії про Наполеонівські війни; події відбуваються у «Флінтлокському фентезійному» світі, де широко розповсюджені дракони, які беруть участь у повітряних боях. 2007 року роман отримав премію Кемптона Крука, а також номінувався на премію «Г'юго» за найкращий роман.
У вересні 2006 року Пітер Джексон розглядав можливість екранізації книжкової серії «Темерейр», однак згодом закінчився строк дії авторських прав, які знову повернулися до Новік. Книги циклу також виходять в аудіо форматі. Усі дев'ять аудіокниг начитав Саймон Венс.
У вересні 2007 року Новік нагороджено премією Джона В. Кембелла як найкращу нову письменницю 2006 року у жанрі наукової фантастики. Цього ж року отримала премію Комптона Крука..
2011 року письменниця видала графічний роман «Чи будуть наприкінці суперлиходії?» (англ. Will Supervillains Be on the Final?), який розповідає про нову генерацію супергероїв.
Новік також написала роман «Ті, що не мають коріння», «події якого відбуваються у світі, інспірованому Королівством Польським». Книга отримала премію «Неб'юла» за найкращий роман та премію «Локус» за найкращий фентезійний роман. Однойменну аудіокнигу начитала Джулія Емелін.

## Благодійна робота
Новік — одна з членів-емеритів правління та засновників «Організації трансформаційних творів» (англ. Organization for Transformative Works), некомерційної організації, яка присвячена просуванню фан-медіа, тобто фанфіків, фен-відео, а також фанфіків про справжніх людей. Організація бере свій початок з 2007 року.

## Особисте життя
Новік вийшла заміж за бізнесмена та письменника Чарльза Ардаї. Пара мешкає на Мангеттені. 2010 року у них народилася дочка, яка отримала ім'я Евіденс Новік Ардаї.

### Книжкова серія «Темерейр»
| Рік  | Назва                            | Назва українською                     | Серія    |
| ---- | -------------------------------- | ------------------------------------- | -------- |
| 2006 | His Majesty's Dragon / Temeraire | «Дракон його величності» / «Темерейр» | Темерейр |
| 2006 | Throne of Jade                   | «Нефритовий трон»                     | Темерейр |
| 2006 | Black Powder War                 | «Війна чорного пороху»                | Темерейр |
| 2007 | Empire of Ivory                  | «Імперія слонової кості»              | Темерейр |
| 2008 | Victory of Eagles                | «Перемога орлів»                      | Темерейр |
| 2010 | Tongues of Serpents              | «Язики змій»                          | Темерейр |
| 2012 | Crucible of Gold                 | «Золотий горнець»                     | Темерейр |
| 2013 | Blood of Tyrants                 | «Кров тиранів»                        | Темерейр |
| 2016 | League of Dragons                | «Ліга драконів»                       | Темерейр |

### Самостійні романи
- Uprooted (2015) — «Ті, що не мають коріння»;
- Spinning Silver (2018) — «Обернення срібла»

## Переклади українською
- Наомі Новік. Ті, що не мають коріння. Переклад з англійської: Марія Пухлій; Харків: Книжковий клуб «Клуб сімейного дозвілля». 2018. 480 стор. ISBN 978-617-12-4289-0